# Raasay
Wyspa Raasay (ang. Isle of Raasay, gael. ARatharsair) – wyspa pomiędzy wybrzeżem Szkocji (od wschodu) a wyspą Skye (od zachodu). Główną miejscowością wyspy jest Inverarish.